# Voiture MDVC
Les voitures de type MDVC de l'opérateur ferroviaire italien Ferrovie dello Stato Italiane (FS) font partie d'une série de voitures construites dans les années 1980 pour des services ferroviaires de type régional. 

## Histoire
En 1980, Ferrovie dello Stato Italiane a fait le constat que les lignes périurbaines et interurbaines étaient exploitées avec du matériel roulant ancien, contrairement aux services de grandes lignes et internationaux. Les FS étaient rendus à utiliser des véhicules qui n'étaient pas conçus pour des dessertes avec des arrêts fréquents. 
Pour compléter le renouvellement du matériel roulant, les FS ont lancé la commande d'une nouvelle série de voitures baptisées Medie Distanze (signifie « Moyennes Distances » en Français). Les années suivantes, deux versions très similaires ont été créées, la principale différence résidant dans le positionnement des vestibules et des équipements.

## Description
MDVC est la première version créée : le nom signifie Medie Distanze Vestiboli Centrali (signifie « Moyennes Distances Vestibules Centraux » en Français), bien qu'il serait plus correct de les nommer paracentraux. 
Les premières voitures MDVC ont été livrées aux FS au cours de l'automne 1980. Elles arboraient une livrée complètement nouvelle, dite livrée « navette », blanche avec des rayures orange et violettes, qui se distinguait pour la première fois de la couleur gris ardoise classique utilisée à l'époque sur la plupart des voitures. 
La conception de la caisse est le fruit de l'expérience capitalisée lors des projets de voitures pour les trains internationaux des années 1970 (voitures standard européennes et Gran Confort). Ces voitures ont été fabriquées en tôle réalisée à partir d'un alliage d'acier et de cuivre, avec des nervures sur tout le toit. Les intérieurs font sont réalisés en grande partie à l'aide de stratifiés plastiques qui confèrent à la voiture une certaine légèreté. Les portes sont équipées d'un système de déverrouillage permettant une ouverture manuelle, opérationnelle même en cas de panne du système pneumatique. 
Les voitures MDVC étaient dotées à l'origine de deux toilettes situées aux extrémités, qui, dans de nombreux cas, ont été réduites à une seule afin de récupérer l'espace pour y installer le système de climatisation. 
Ces voitures sont désormais équipées de lignées de trois types de sièges en vis-à-vis, à la place de l'ancienne disposition. 
Les voitures MDVC existent en trois versions : 
- voiture-pilote, à son tour spécialisée suivant les moyens de traction en version électrique (dite TE) ou diesel (dite TD).
- remorques de deuxième classe, qui représentent la plus grande partie de la production.
- remorques mixtes de première et deuxième classe (bien que récemment, certaines d'entre elles aient été transformées en voitures de première classe intégralement, avec 60 places[5]).

Déclinaisons des voitures MDVC
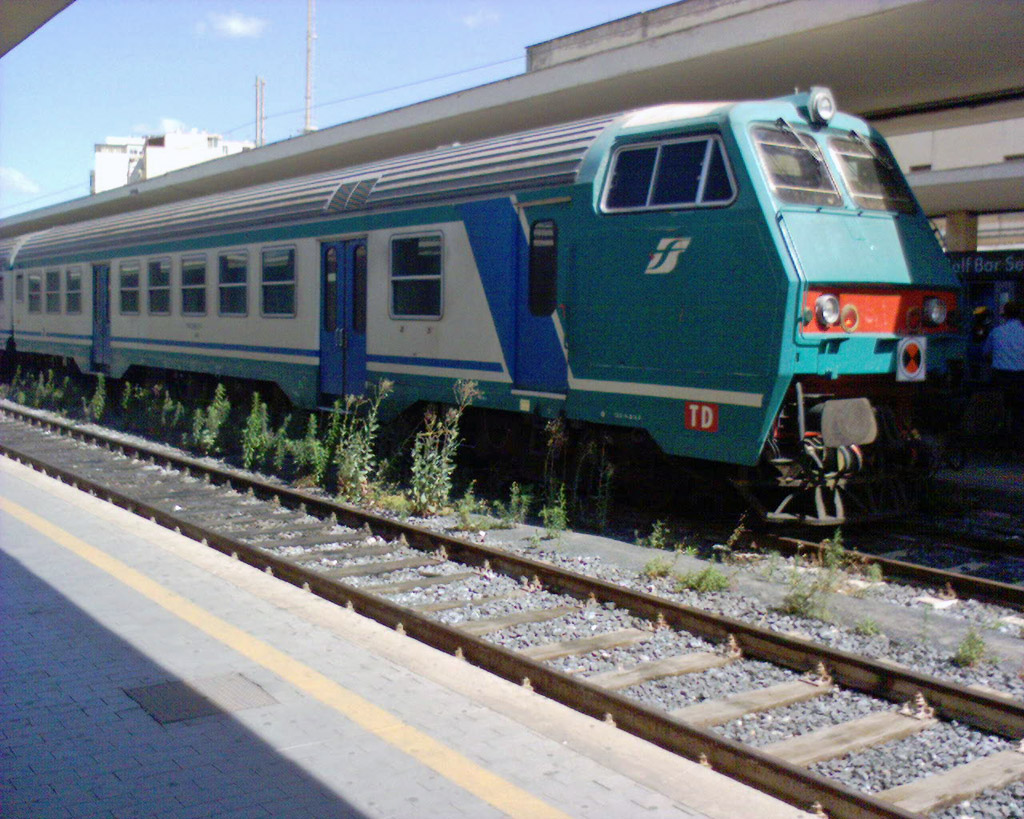
Voiture-pilote de type TD (traction diesel).
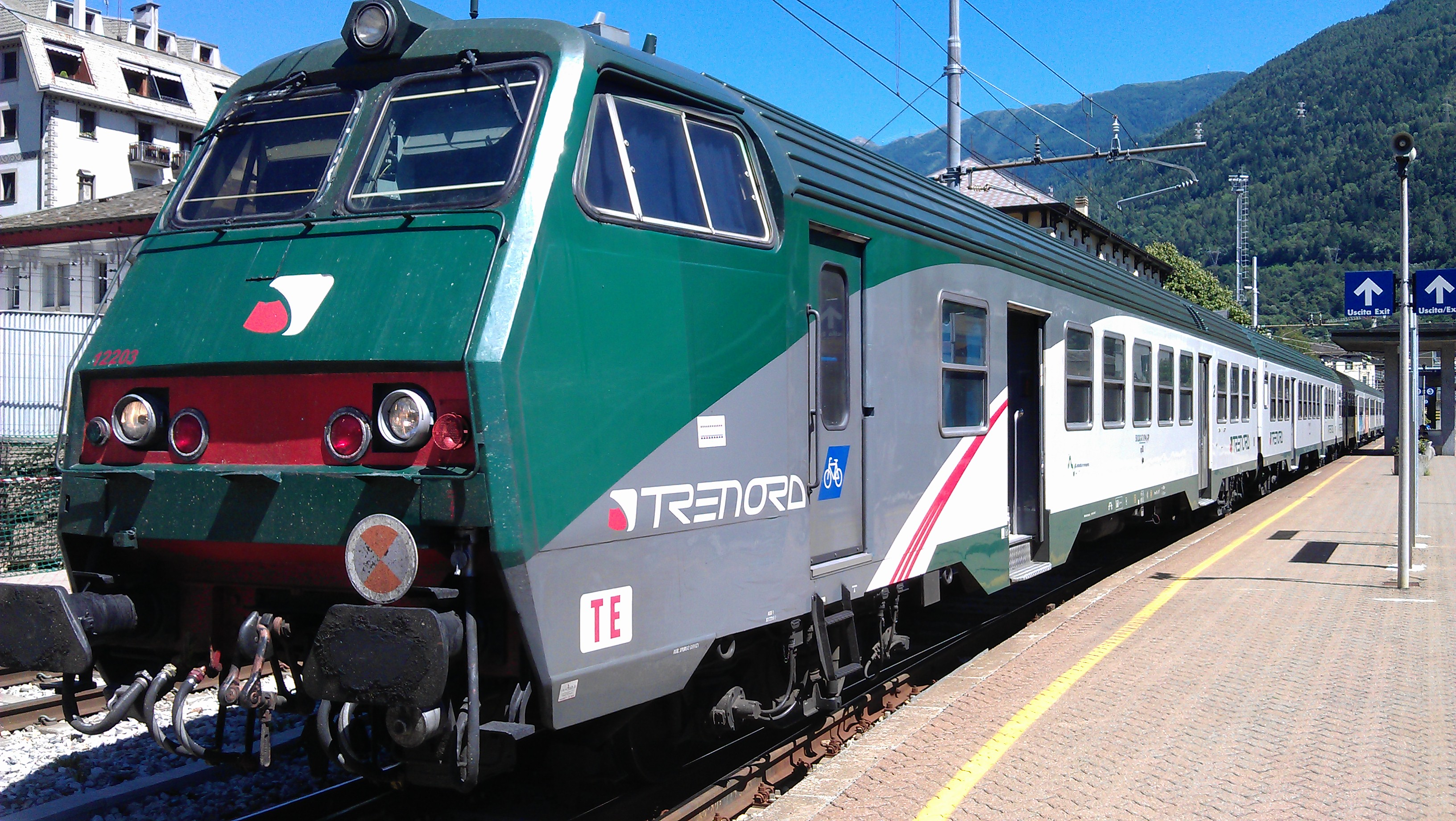
Voiture-pilote en livrée Trenord.
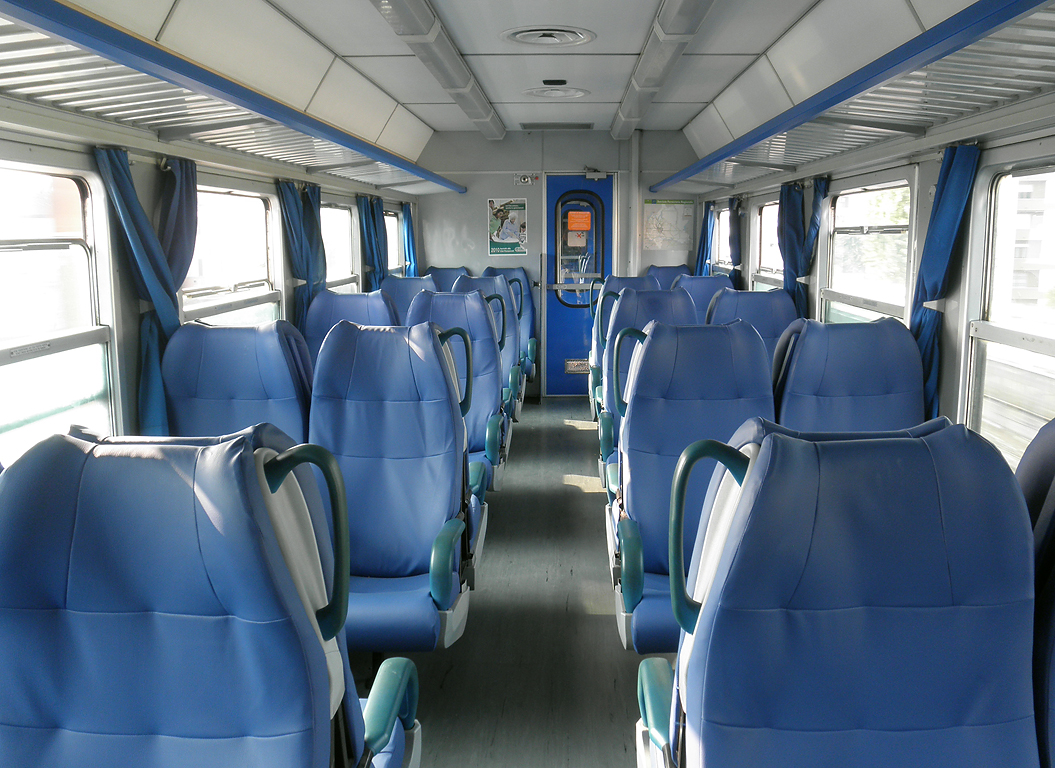
Intérieur d'une voiture de deuxième classe.
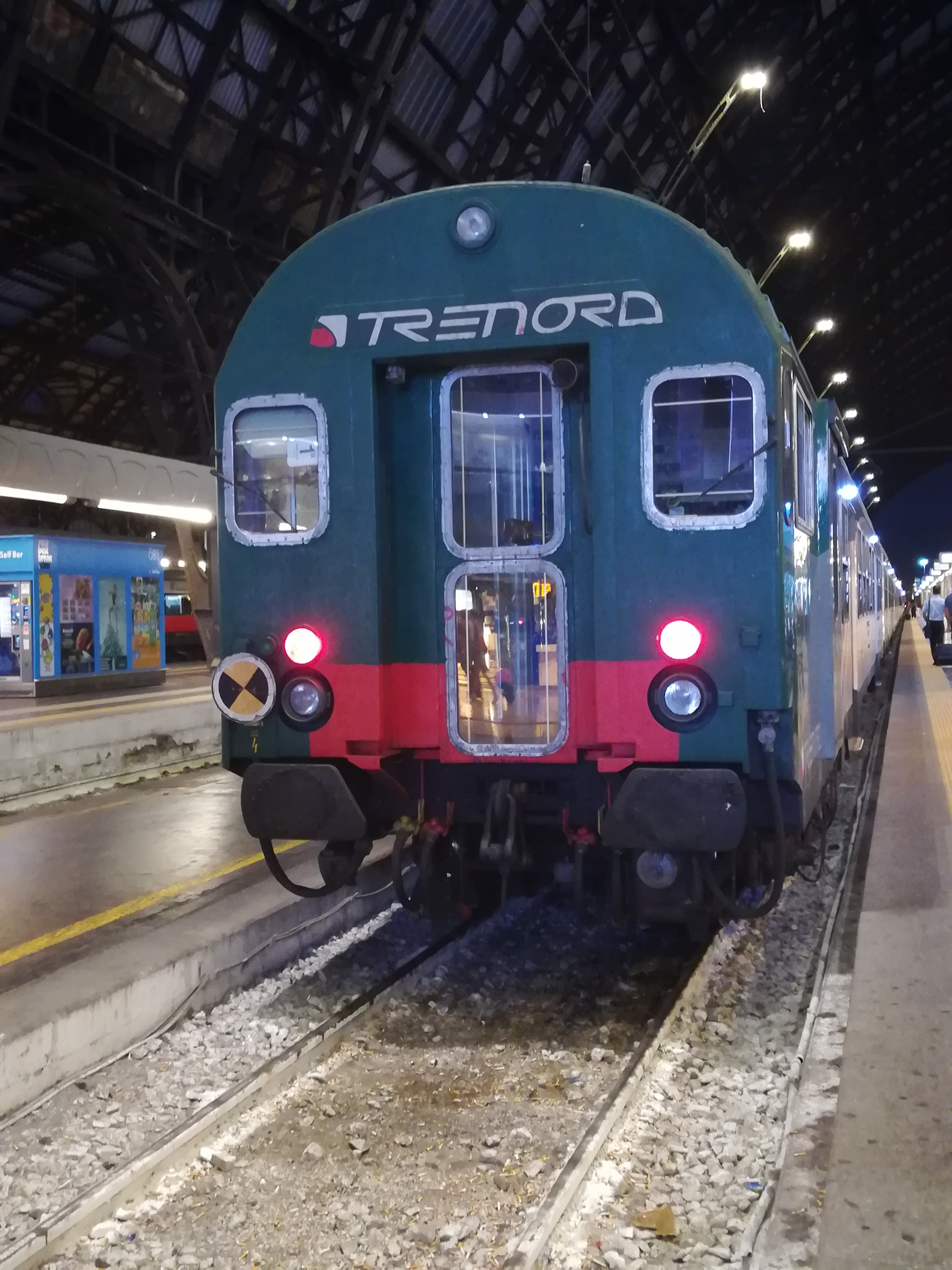
Voiture-pilote privée de son intercommunication après rénovation.

Depuis la fin des années 1990, la flotte a progressivement perdu la livrée caractéristique blanc-orange-violet, similaire à celle d'origine des voitures à deux niveaux italiennes de type 1979, pour passer à la livrée XMPR, mais avec quelques différences suivant les groupes de véhicules repeints. Les MDVC ont ensuite été mises à niveau avec l'ajout du système de climatisation et de diffusion audio. Avec le transfert d'une grande partie de la flotte au service régional, il est de plus en plus courant de voir ces voitures dans des compositions inhabituelles avec d'anciennes voitures-pilotes UIC-X acquises par la division des transports régionaux de Trenitalia. 
En 2009, un projet de réaménagement de l'ensemble du parc résiduel de MDVE et MDVC a démarré, pour un total de 2 334 voitures. À partir de la même période, certains MDVC ont été mis en service dans le matériel roulant de la compagnie ferroviaire lombarde Trenord. 
Les voitures « ordinaires » MDVC ont commencé à vêtir une nouvelle livrée régionale Trenitalia à partir du début du mois d'avril 2018,, près d'un an après le début des rénovations identiques effectuées sur les voitures-pilotes de la même série. 
À partir de l'été 2019, avec la mise en service des nouveaux trains Rock et Pop dans plusieurs régions italiennes, les voitures MDVC non restaurées sont progressivement mises de côté. 
Les voitures remises à neuf remplaceront les voitures à deux niveaux et à plancher surabaissé ainsi que les automotrices ALa 582 / 642 / 724 (qui seront toutes mises de côté d'ici avril 2021).